# Robyn de Groot
Pour les articles homonymes, voir De Groot.
Robyn de Groot, née le 26 décembre 1982 à Johannesbourg, est une cycliste sud-africaine. Elle pratique dans un premier temps le cyclisme sur route entre 2006 et 2012. Elle est professionnelle durant cette période au sein de l'équipe cycliste Lotto Soudal Ladies. Elle a représenté l'Afrique du Sud lors de plusieurs championnats internationaux dont l'épreuve sur route des Jeux olympiques d'été de 2012. En 2013, elle se tourne vers le cross-country VTT.

## Palmarès en VTT

### Championnats du monde
| Édition / Épreuve | Cross-country marathon |
| Grächen 2019      | Bronze                 |